# Monteils (Tarn-et-Garonne)
Monteils település Franciaországban, Tarn-et-Garonne megyében. Lakosainak száma 1354 fő (2022. január 1.). Monteils Caussade, Saint-Cirq és Septfonds községekkel határos.

## Népesség
A település népessége az elmúlt években az alábbi módon változott:
| Lakosok száma | 1342 | 1364 | 1407 | 1361 | 1360 | 1359 | 1366 | 1361 | 1354 |
|               | 2013 | 2015 | 2016 | 2017 | 2018 | 2019 | 2020 | 2021 | 2022 |